# Pétrel de Stejneger
Pterodroma longirostris
Espèce
Statut de conservation UICN

 VU D2 : Vulnérable
Le Pétrel de Stejneger (Pterodroma longirostris) est une espèce d'oiseaux de la famille des Procellariidae.

## Répartition
Cet oiseau se reproduit sur l'île Alejandro Selkirk (Chili) ; il migre à travers l'océan Pacifique.